# Juan Pablo Escobar Martínez
Juan Pablo Escobar Martínez (San Luis Potosí, San Luis Potosí; 25 de enero de 1963) es un político y abogado mexicano.
Miembro del Partido Acción Nacional, Diputado Local plurinominal en la LX Legislatura del Congreso del Estado de San Luis Potosí que abarca el periodo 2012-2015; Anteriormente fue diputado federal por el VI Distrito con cabecera en San Luis Potosí y coordinador de los diputados federales del Partido Acción Nacional por San Luis Potosí en la LXI Legislatura.
En esta legislatura, funge como presidente de la Comisión de Transparencia y Acceso a la Información Pública, secretario de la Comisión de Justicia e integra también las Comisiones de Desarrollo Económico y Comunicaciones y Transportes. Asimismo, es el representante del Congreso ante el CEEPAC (Consejo Estatal Electoral y de Participación Ciudadana de San Luis Potosí).
Juan Pablo Escobar es Licenciado en Derecho por la Universidad Autónoma de San Luis Potosí. Desempeñó cargos en la docencia dentro de los que destacan la dirección del Instituto de Estudios Superiores San Luis (IESSAL). Dentro de Acción Nacional ha sido coordinador de la precampaña a gobernador Marcelo de los Santos, coordinador de la precampaña a gobernador de Alejandro Zapata Perogordo y Presidente del Comité Directivo Estatal de San Luis Potosí.
Fue elegido diputado durante el periodo 2006-2009 al Congreso del Estado de de San Luis Potosí LVIII Legislatura en donde fungió como Coordinador de su Grupo Parlamentario y Presidente de la Junta de Coordinación Política, así como Presidente de la Directiva del Congreso.